# Grochwitz (Harth-Pöllnitz)
Grochwitz ist ein Ortsteil der thüringischen Gemeinde Harth-Pöllnitz (Landkreis Greiz).

## Lage
Das Dorf befindet sich südwestlich der Stadt Weida. Durch die Gemarkung des Ortes fließt die Auma. Südöstlich der Gemarkung beginnt dann der Uferbereich der Aumatalsperre.

## Geschichte
Der Ort entstand im 7. Jahrhundert als sorbische Sippensiedlung Grochovici. Erstmals urkundlich erwähnt wurde er 1356.
Grochwitz war ein Mühlenstandort. 1542 wurden in einer Steuerliste drei Mühlen im Dorf erwähnt:
- Die Obermühle wurde 1416 zu Arnshaugk in einem Lehnbrief erstmals erwähnt. 1955 lief das Wasserrad das letzte Mal.
- Die Mittelmühle wurde auch in einem Lehnbrief 1416 erstmals urkundlich erwähnt. Heute verfällt das Anwesen.
- Die Heinoldsmühle fand 1513 erstmals Erwähnung. 1907–1908 baute man die Wasserräder ab und die Mühle wurde mit einer Turbine betrieben. Der Bau der Aumatalsperre führte 1935 zur Einstellung des Betriebs. Heute erinnert ein Mühlstein am Weg an die Mühle.[3]

## Kultur und Sehenswürdigkeiten
Die evangelische Filialkirche ist eine kleine, im Wesentlichen romanische Kirche mit eingezogenem, quadratischem Chorturm und Apsis. Sie wurde 1794 umgestaltet und 1875 neu ausgestattet. Im Schiff befinden sich eine Nord- und eine Westempore. Der Chor ist kreuzgratgewölbt, die Apsis durch Verstärkungsmauern teilweise zurückgesetzt. Ein 1 m großer Altarkruzifix ist von handwerklicher Qualität.